# Patrick Snijers
Patrick Snijers (Alken, Bèlgica; 29 de gener de 1958) és un pilot de ral·li belga que ha disputat proves del Campionat Mundial de Ral·lis. Ha estat guanyador del Campionat d'Europa de Ral·lis l'any 1994 i ha guanyat en set ocasions el Campionat de Bèlgica de Ral·lis i en una ocasió el Campionat dels Països Baixos de Ral·lis.

## Trajectòria
Snijers comença a disputar proves de ral·li a finals dels anys 70, sobretot del Campionat de Bèlgica, arribant a debutar en una prova del Campionat Mundial de Ral·lis l'any 1979 al disputar el RAC Ral·li amb un Ford Escort RS 2000 MkII.
L'any 1983 guanya el seu primer Campionat de Bèlgica al volant d'un Porsche 911 SC, revalidant el títol al 1984 amb el mateix vehicle i al 1985 amb un Lancia 037 Rally. Posteriorment, durant tres anys seguits faria subcampió del Campionat d'Europa de Ral·lis, essent superat l'any 1986 per Fabrizio Tabaton, l'any 1987 per Dario Cerrato i l'any 1988 de nou per Fabrizio Tabaton, si bé en aquest últim guanyaria el seu tercer títol nacional belga amb un BMW M3 E30.
L'any 1991 guanya el seu cinquè Campionat de Bèlgica amb un Ford Sierra RS Cosworth 4x4, finalitzant tercer al Campionat d'Europa. L'any 1992 guanya el Campionat dels Països Baixos.
La temporada 1993 aconsegueix el seu millor resultat en una prova del Campionat Mundial al acabar segon del Ral·li de Sanremo amb un Ford Escort RS Cosworth, guanyant aquell any el sisè Campionat de Bèlgica i acabant el Campionat d'Europa en segona posició, per darrere de Pierre-César Baroni.
Finalment aconsegueix guanyar el Campionat d'Europa de Ral·lis l'any 1994 amb el Ford Escort, aconseguint a més a més per setena vegada el t´tiol nacional belga. Des d'aleshores ha seguit disputant proves tant del Campionat d'Europa de Ral·lis com del Campionat de Bèlgica, on ha finalitzat dins del podi en diferents edicions.
Posseeix el rècord de victòries en proves del Campionat d'Europa amb 44 victòries.

## Palmarès
- 1 Campionat d'Europa de Ral·lis: 1994
- 7 Campionat de Bèlgica de Ral·lis: 1983, 1984,1985,1988, 1991, 1993 i 1994
- 1 Campionat dels Països Baixos de Ral·lis: 1992